# El gran Lebowski
El gran Lebowski (títol original en anglès: The Big Lebowski) és una pel·lícula escrita i dirigida per Joel Coen i Ethan Coen, estrenada el 1998. Aquesta pel·lícula ha estat doblada al català. Joel Coen va estar nominat a l'Os d'Or del Festival de Cinema de Berlín de 1998.

«Walking Song» forma part de la banda sonora, escrita i interpretada per l'estatunidenca Meredith Monk.

## Argument
Jeffrey Lebowski, anomenat "El Penjat" (The Dude, que significa "el noi", en anglès) és un dropo i un sapastre (Slacker) que passa el seu temps jugant a bitlles amb els seus amics Walter Sobchak (un veterà de la Guerra del Vietnam d'origen polonès i catòlic convertit al judaisme per la seva ex-dona) i Donny. Però un dia, dos brètols apareixen a casa seva, l'amenacen, li ordenen tornar els diners que la seva dona deu a Jackie Treehorn, i orinen sobre la seva catifa. La qüestió és que Jeff no té dona i ha estat confós amb un altre Lebowski, que és milionari. El Penjat decideix doncs anar a veure el ric Jeffrey Lebowski per fer-se indemnitzar, i posa així el dit en un engranatge que el portarà de peripècia en peripècia...

## Repartiment
- Jeff Bridges: Jeff Lebowski (El nota "The Dude")
- John Goodman: Walter Sobchak
- Julianne Moore: Maude Lebowski
- Steve Buscemi: Donny
- David Huddleston: Jeffrey Lebowski (el gran Lebowski)
- Philip Seymour Hoffman: Brandt
- Tara Reid: Bunny Lebowski
- John Turturro: Jesus Quintana
- Peter Stormare: Karl Hungus
- Sam Elliott: L'estranger
- Ben Gazzara: Jackie Treehorn
- David Thewlis: Knox Harrington
- Jon Polito: Da Fino
- Jack Kehler: Marty
- Jimmie Dale Gilmore: Smokey
- Aimee Mann: La nihilista, la xicota de Franz
- Carlos Leon: Un dels pintes de Maude
- Dom Irrera: Tony, el xofer
- Flea: Un nihilista

## Llegat i impacte cultural
Si ve al principi la pel·lícula no va ser un gran èxit, amb la posterior venda a través de DVD I VHS la pel·lícula es va convertir en el que s'anomena com ''pel·lícula de culte'' despertant fanàtics arreu del món i provocant la creació d'entre altres coses ''El Lebowski fest'' un festival en homenatge a la pel·lícula que va començar al 2002 a Louisville, Kentucky (que amb el pas del temps s'ha ampliat a altres ciutats) i que es manté fins a l'actualitat.
Aquest festival se celebra durant un cap de setmana on fanàtics s'ajunten per jugar a bitlles, beure vodka rus i per a fer cosplays dels personatges de la pel·lícula.
Ocasionalment, el festival ha rebut la visita dels actors de la pel·lícula, com la de Jeff Bridges (el penjat) que va assistir al festival organitzat a Los Angeles.
També s'ha creat un religió inspirada en l'estil de vida i la filosofia del ''penjat'' que rep el nom de ''dudeisme'' (tret del nom original en angles del ''penjat'' que és ''The Dude'').